# Борисов, Павел Николаевич
Па́вел Никола́евич Бори́сов (1 (13) ноября 1889, Арамиль, Екатеринбургский уезд, Пермская губерния, Российская империя — 28 апреля 1942, СССР) — советский горный техник, экономист. Занимался вопросами планирования в хозяйственной деятельности, активно воссоздавал промышленность Урала в 1920-е годы.

## Биография
Родился в семье мастерового.
В 1912 году окончил Уральское горное училище, поступил в Московский университет, но проучился только один год. В 1910—1918 годах работал на уральских заводах в Воткинске, Перми, Невьянске, Екатеринбурге, на нескольких рудниках последовательно пройдя путь от подручного до начальника механического цеха. В 1912—1918 годах — член и заместитель председателя «Общества Уральских горных техников».
В 1919 году обосновался в Екатеринбурге, получив должность инженера в Уралпромбюро, в 1921 году стал заместителем председателя Екатеринбургского губплана, в 1923 году был повышен до заместителя начальника Уралкомвнуторга. С декабря 1924 года работал в Уралплане (Уральская областная плановая комиссия), составляя варианты первой пятилетки на 1928/29 — 1933/34 годы и генерального плана 1927—1941 годов развития хозяйства Урала. В 1928 году стал членом Урало-Сибирской комиссии ВСНХ СССР по снабжению Урала топливом. Занимал пост Председателя Уральского отделения Всесоюзного энергетического комитета СССР. Один из инициаторов создания Уральского энергетического института.
С середины 1920-х годов преподавал в Свердловске (в Уральском политехническом институте), в 1930 году переехал в Москву, преподавал в МГУ, работал в секции размещения производственных сил Госплана СССР.
22 июня 1941 года был арестован по обвинению во вредительстве. Умер 28 апреля 1942 года. В феврале 1956 года реабилитирован посмертно.
Автор более 40 работ, посвящённых экономическим проблемам уральской промышленности.